# Chennai Open 2008
Il Chennai Open 2008 è stato un torneo di tennis giocato sul cemento.
È stata la 13ª edizione del Chennai Open,
che fa parte della categoria International Series nell'ambito dell'ATP Tour 2008.
Si è giocato al SDAT Tennis Stadium di Chennai in India, dal 31 dicembre 2007 al 6 gennaio 2008.

## Campioni

### Singolare
Michail Južnyj ha battuto in finale  Rafael Nadal con il punteggio di 6–0, 6–1

### Doppio
Sanchai Ratiwatana /  Sonchat Ratiwatana hanno battuto in finale  Marcos Baghdatis /  Marc Gicquel con il punteggio di 6–4, 7–5